# Bolitoglossa dofleini
Bolitoglossa dofleini is een salamander uit de familie longloze salamanders (Plethodontidae). De soort werd voor het eerst wetenschappelijk beschreven door Franz Werner in 1903. Oorspronkelijk werd de wetenschappelijke naam Spelerpes Dofleini gebruikt. De soortaanduiding dofleini is een eerbetoon aan Franz John Theodor Doflein (1873 - 1924).

## Uiterlijke kenmerken
Deze soort is de grootst bekende boleettongsalamander. Bolitoglossa dofleini is robuust gebouwd en heeft relatief korte poten. Vrouwelijke exemplaren kunnen een lichaamslengte exclusief staart van meer dan 11 centimeter bereiken. De mannelijke dieren worden maximaal 7 cm lang.

## Levenswijze
De vrouwelijke dieren leven met name op de bosbodem tussen boomstammen, terwijl de mannelijke salamanders vooral boombewonend zijn. Bolitoglossa dofleini voedt zich met ongewervelden.

## Verspreiding en habitat
De salamander komt voor in delen van noordelijk Midden-Amerika. Het verspreidingsgebied omvat de landen Guatemala, het zuiden van Belize en het noorden van Honduras. Bolitoglossa dofleini leeft in regenwouden tot 1450 meter hoogte boven zeeniveau.

## Bedreigingen
Vangst voor de internationale handel in huisdieren en de schimmelziekte chytridiomycose zijn de voornaamste potentieel bedreigende factoren voor Bolitoglossa dofleini.